# Lasioptera arizonensis
Lasioptera arizonensis är en tvåvingeart som beskrevs av Ephraim Porter Felt 1908. Lasioptera arizonensis ingår i släktet Lasioptera och familjen gallmyggor.
Artens utbredningsområde är Arizona. Inga underarter finns listade i Catalogue of Life.